# Osztopna
Osztopna (1899-ig Sztupna, szlovákul Stupné) község Szlovákiában, a Trencséni kerületben, a Vágbesztercei járásban.

## Fekvése
Vágbesztercétől 10 km-re északra, a Jasenica határában.

## Története
A település a 15. század elején keletkezett.[forrás?] 1416-ban „Stupiczna” néven maradt fenn első említése az írott forrásokban. A nagybiccsei uradalomhoz tartozott. 1467-ben „Ztwpna”, 1525-ben „Stwpne”, 1598-ban „Ztupnie” néven bukkan fel az írott forrásokban. 1598-ban malom és 24 ház állt a faluban. 1720-ban 9 adózó portája volt. 1784-ben 80 házában 75 család és 396 lakos élt.
A 18. század végén Vályi András így ír róla:  „STUPNE. Tót falu Trentsén Várm. földes Ura Hg. Eszterházy Uraság, lakosai katolikusok, fekszik Kis Jeszeniczhez közel, mellynek filiája; határja középszerű, legelője, fája van.”
1828-ban 63 háza és 552 lakosa volt, akik mezőgazdasággal és erdei munkákkal foglalkoztak.
Fényes Elek 1851-ben kiadott geográfiai szótárában így ír a faluról: „Sztupne, tót falu, Trencsén vmegyében, Jezsenicz filial. 503 kath., 3 zsidó lak. F. u. h. Eszterházy. Ut. p. Trencsén.”
A trianoni békéig Trencsén vármegye Vágbesztercei járásához tartozott.

## Népessége
| Év:            | 1994. | 2004.   | 2014.   | 2024.   |
| -------------- | ----- | ------- | ------- | ------- |
| Emberek száma: | 696   | 689     | 718     | 687     |
| Eltérés:       |       | -1,00 % | +4,20 % | -4,31 % |

| Év:            | 2023. | 2024.   |
| -------------- | ----- | ------- |
| Emberek száma: | 688   | 687     |
| Eltérés:       |       | -0,14 % |

1910-ben 502, túlnyomórészt szlovák lakosa volt.
2001-ben 691 szlovák lakosa volt.
2011-ben 693 lakosából 676 szlovák volt.

## Külső hivatkozások
- Községinfó
- Osztopna Szlovákia térképén
- E-obce.sk Archiválva 2007. november 28-i dátummal a Wayback Machine-ben